# محمد ستارپور
محمد ستارپور(زاده ۱ خرداد ۱۳۶۷ تهران) بوکسور وزن ۶۹- کیلوگرم ایرانی است وی مدال‌های بازی‌های آسیایی را کسب کرده است.